# 퍼시 에드워즈

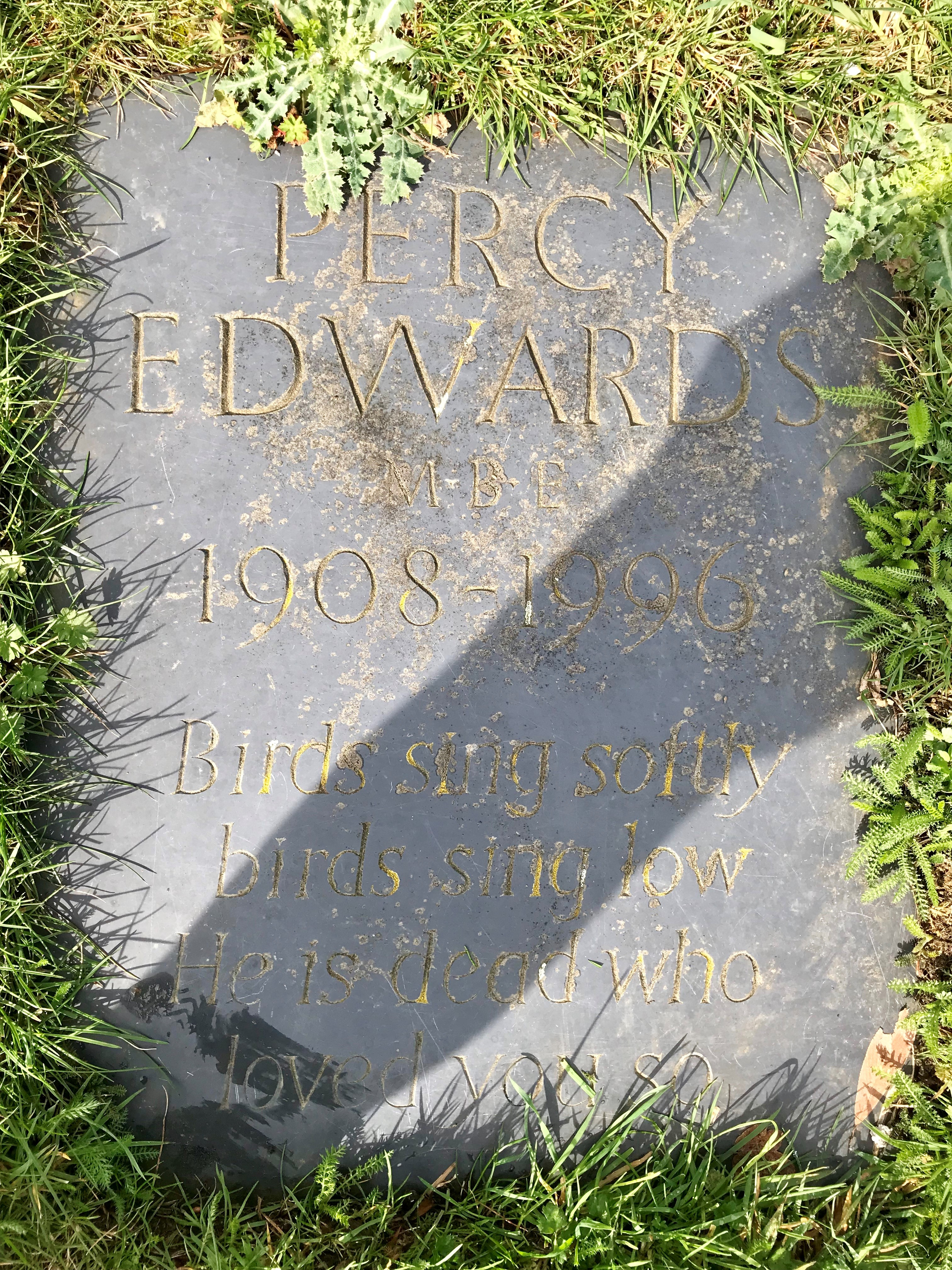
서퍽주 폴스테드 세인트 메리 교회에 위치한 퍼시 에드워즈의 묘

퍼시 에드워즈(영어: Percy Edwards, MBE, 1908년 6월 1일 ~ 1996년 6월 7일)는 잉글랜드의 동물 모사자이자 엔터테이너, 조류학자이다.

## 생애
에드워즈가 어릴 때 사람들은 새소리를 따라하기 위해서는 손을 사용했지만, 에드워즈는 모사를 손을 사용하지 않고도 사용할 수 있었다. 제2차 세계 대전 동안에는 입스위치에 위치한 랜섬즈, 심스 앤드 제프리스에서 일했다.
에드워즈는 라디오 시리즈 《A Life of Bliss》에서 개 사이키를 연기한 후 유명해졌으며, 이후 TV 프로그램으로 리메이크되었을 때 다시 출연했다. 1993년, 에드워즈는 조류학 및 엔터테인먼트에 대한 공헌을 인정받아 대영 제국 훈장(MBE)을 수훈하였다. 2009년 데이비드 애튼버러를 《퍼시 에드워즈 쇼다운》이라는 특별 BBC 라디오 패널 게임을 진행하여 에드워즈의 삶과 경력을 조명했다. 에드워즈는 서퍽주 폴스테드의 세인트 메리 교회에 묻혔다.

## 저서
- Call Me at Dawn (1948)
- The Birdman's Pocket Book (1954)
- The Road I Travelled (1979)
- Country Book (1981)
- Song Birds (1986)